# Jared Fogle
Jared Scott Fogle (Indianapolis, Indiana, Estats Units, 23 d'agost de 1977) és un comediant i actor estatunidenc amb una carrera tant d'humorista com d'actor de cinema.
També conegut com "el paio de Subway", ja que va ser portaveu de la cadena de restaurants Subway, i va ser condemnat per delictes sexuals contra menors. El mandat de Fogle amb Subway va acabar després d'haver estat investigat per tenir sexe amb menors i estar en possessió de pornografia infantil l'any 2015. El 19 d'agost de 2015, va declarar davant la cort federal que posseïa pornografia infantil i viatjava per pagar el sexe amb menors. Fogle es va declarar oficialment culpable dels càrrecs el 19 de novembre de 2015 i va ser sentenciat a complir 15 anys i 8 mesos a la presó federal.

## Biografia
Fogle va néixer a Indianapolis, Indiana, els seus pares són Norman i Adrienne Fogle. Té un germà i una germana més petits. Va ser criat en una casa jueva. Es va convertir en un bar mitsvà durant un viatge a Israel, i després va ser confirmat per la seva sinagoga Conservadora-Reconstruccionista.
El 1995, Fogle es va graduar a la North Central High School d'Indianapolis. Es va graduar a la Universitat d'Indiana l'any 2000 i després va treballar breument en el departament d'administració d'ingressos de American Trans Air.

## Filmografia
| Any        | Títol                       | Paper           |
| ---------- | --------------------------- | --------------- |
| 2000–2015  | Anuncis per a Subway        | Ell mateix      |
| 2002, 2008 | Saturday Night Live         | Ell mateix      |
| 2004       | Super Size Me               | Ell mateix      |
| 2011       | Jack and Jill               | Jared Fogle     |
| 2014       | Sharknado 2: The Second One | Jared de Subway |
| 2015       | Sharknado 3: Oh Hell No!    | Jared Fogle     |
| 2015       | Dr. Phil                    | Ell mateix      |